# Franz Josef Kircher
Franz Josef Kircher (* 26. Juli 1889 in Hünfeld (Landkreis Fulda); † 25. Oktober 1965 ebenda) war ein deutscher Politiker (NSDAP) und Abgeordneter des Provinziallandtages der preußischen Provinz Hessen-Nassau.

## Leben
Franz Josef Kircher wurde als Sohn des Schuhmachermeisters Michael Kircher und dessen Gemahlin Karoline Wiegand geboren. Er besuchte zunächst die Volksschule, dann die Lateinschule in seinem Heimatort, um im Missions-Kolleg in Valkenburg (Provinz Limburg) eine Ausbildung zum Priester zu absolvieren.
In Mainz-Weisenau begann Kircher eine kaufmännische Lehre und besuchte die Handelsschule mit Abschluss im Jahre 1909. In dieser Zeit nahm er Schauspielunterricht am Staatstheater Mainz. Von 1909 bis 1911 folgten Engagements an Bühnen in Salzwedel, Salzdetfurth, Speyer und Mainz.
1911 bis 1913 leistete er den zweijährigen Militärdienst in Hildesheim ab.
Bis 1914 wirkte Kircher im Metropol-Theater in Hannover. Anschließend musste er als Sanitätssoldat im Ersten Weltkrieg dienen und wurde 1918 aus dem Kriegsdienst mit dem Eisernen Kreuz zweiter Klasse entlassen.
Zu Beginn der Weimarer Republik verdiente Kircher seinen Lebensunterhalt als Kaufmann bei verschiedenen Versicherungen. Er betätigte sich politisch und trat 1923 in die NSDAP und in die SA ein. Der neu gegründeten Partei trat er zum 22. Mai 1925 sogleich wieder bei (Mitgliedsnummer 5.789) und war bis 1934 ehrenamtlicher NSDAP-Kreisleiter im Landkreis Hünfeld. 1933 wurde er Abgeordneter des Kurhessischen Kommunallandtages des Regierungsbezirks Kassel, aus dessen Mitte er in den Provinziallandtag der Provinz Hessen-Nassau gewählt wurde. 
1936 eröffnete Kircher in Hünfeld und 1938 in Fulda eine Buchhandlung, deren Geschäfte er bis zu seiner Festnahme am 12. April 1945 führte. Er wurde ins Internierungslager Darmstadt gebracht und dort am 18. März 1947 entlassen. Im August des Jahres wurde er im Entnazifizierungsverfahren in die Gruppe der Aktivisten eingestuft. Das Berufungsgericht hatte diese Entscheidung bestätigt, bis er im Mai 1954 durch einen Gnadenerlass des Hessischen Ministerpräsidenten als Mitläufer eingestuft wurde.

## Auszeichnungen
- Eisernes Kreuz II. Klasse
- Goldenes Parteiabzeichen der NSDAP